# Vicky Hartzler
Vicky Jo Hartzler (Archie, 13 ottobre 1960) è una politica statunitense, ex membro della Camera dei Rappresentanti per lo stato del Missouri dal 2011 al 2023.

## Biografia
Cresciuta in una fattoria, la Hartzler lavorò per alcuni anni come insegnante, dopodiché decise di entrare in politica. Per cinque anni fu rappresentante di stato, poi abbandonò la politica per maternità.
Nel 2005 il Governatore del Missouri Matt Blunt la nominò presidente del Consiglio delle Donne del Missouri, incarico che mantenne per due anni.
Nel 2010 si candidò alla Camera dei Rappresentanti come esponente del Tea Party. Sorprendentemente la Hartzler vinse le elezioni con il 50.4% dei voti, battendo il deputato Ike Skelton (in carica dal 1977) e divenendo la prima repubblicana a rappresentare il quarto distretto dal 1955 (la seconda dopo la Grande depressione). Fu riconfermata per altri cinque mandati negli anni successivi.
Lasciò la Camera dei rappresentanti alla fine del 117º Congresso per candidarsi infruttuosamente al Senato.
Politicamente la Hartzler è un'accanita oppositrice dell'aborto e dei matrimoni gay.